# Straußfurt
Straußfurt – miejscowość i gmina w Niemczech, w kraju związkowym Turyngia, w powiecie Sömmerda, siedziba wspólnoty administracyjnej Straußfurt. 31 grudnia 2019 do gminy przyłączono gminę Henschleben, która stała się automatycznie jej dzielnicą (Ortsteil).

## Współpraca
Miejscowość partnerska:
- Biberbach, Bawaria